# Marta Ostrowska
Marta Ostrowska; z d. Bieńkowska; (ur. 3 października 1985 w Pabianicach) – polska siatkarka grająca na pozycji rozgrywająca. Wychowanka ŁKS Łódź. Obecnie występuje w klubie Jedynka Aleksandrów Łódzki. W 2005 roku została powołana do szerokiej kadry przez Andrzeja Niemczyka.

## Kluby
- Jedynka Aleksandrów Łódzki
- Volley Köniz
- AZS AWF Poznań
- ŁKS Łódź
- Skra Bełchatów
- Calisia Kalisz
- ŁKS Łódź

## Sukcesy
- I miejsce w IV Olimpiadzie Młodzieży w Sportach Halowych juniorek młodszych
- I miejsce w Mistrzostwach Województwa Łódzkiego Juniorek
- I miejsce w Mistrzostwach Polski Kadetek
- II miejsce w Mistrzostwach Polski Juniorek
- 2 x II, I i III miejsce z Volley Köniz